# فاليري كازايشفيلي
فاليري كازايشفيلي (29 يناير 1993 جورجيا - ) هو لاعب كرة قدم جورجي، يلعب كلاعب وسط.

## وصلات خارجية
فاليري كازايشفيلي على موقع الاتحاد الأوربي (الإنجليزية)
- فاليري كازايشفيلي على موقع دوري كوريا الجنوبية (الإنجليزية)
- فاليري كازايشفيلي على موقع الدوري الأمريكي (الإنجليزية)
- فاليري كازايشفيلي على موقع قاعدة بيانات كرة القدم.إي يو (الإنجليزية)
- فاليري كازايشفيلي على موقع ناشيونال فوتبول تيمز (الإنجليزية)
- فاليري كازايشفيلي على موقع Soccerbase.com (لاعب) (الإنجليزية)
- فاليري كازايشفيلي على موقع Soccerway.com (الإنجليزية)
- فاليري كازايشفيلي على موقع عالم كرة القدم.نت (الإنجليزية)
- فاليري كازايشفيلي على موقع AS.com (الإسبانية)